# Podkarpatské vojvodství
Podkarpatské vojvodství (polsky Województwo podkarpackie) je vyšší územně samosprávný celek Polska; je jedním z 16 vojvodství. Vzniklo v roce 1999 na území dřívějších vojvodství: Přemyšlského, Řešovského, Krosenského a části Tarnobřežského. Vojvodství leží na jihovýchodě Polska. V rámci Polska sousedí s Lublinským, Svatokřížským a Malopolským vojvodstvím; dále pak s Ukrajinou (Lvovská a Zakarpatská oblast) a Slovenskem (Prešovský kraj). Z historického hlediska zahrnuje jihovýchod historických zemí Malopolska a západ Červené Rusi, přičemž jeho severní hranice z části respektuje hranici bývalé rakouské korunní země Haliče.

## Významná města
(v závorce počet obyvatel)
- Řešov (Rzeszów) (169 000)
- Stalowa Wola (72 000)
- Přemyšl (Przemyśl) (69 000)
- Mielec (62 000)
- Tarnobřeh (Tarnobrzeg) (51 000)
- Dębica (50 000)
- Krosno (48 000)
- Jarosław (37 500)
- Sanok (41 000)
- Jasło (40 000)
- Nisko (21 000)

## Vodní poměry
Tři největší řeky ve vojvodství jsou pravé přítoky Visly: San a Wisłoka a také přítok Sanu: Wisłok. Tyto řeky patří do pomoří Baltického moře. Řeky Strwiąż a také Mszanka jsou přítoky Dněstru a patří pod úmoří Černého moře.

## Okresy
Vojvodství je rozděleno na 21 okresů včetně čtyř měst s právy okresu.
V roce 2015 žilo na území vojvodství 2 126 824 obyvatel, to je v přepočtu na 17 846 km2 hustota zalidnění 119 osob/km2.
| Znak | Název okresu       | Typ okresu           | Sídlo          | Rozloha (km2) | Počet obyvatel | Hustota zalidnění (obyv./km2) |
| ---- | ------------------ | -------------------- | -------------- | ------------- | -------------- | ----------------------------- |
|      | Bieszczady         | zemský               | Ustrzyki Dolne | 1139,07       | 22172          | 19,47                         |
|      | Brzozów            | zemský               | Brzozów        | 539,34        | 66273          | 122,88                        |
|      | Dębica             | zemský               | Dębica         | 777,48        | 135138         | 173,82                        |
|      | Jarosław           | zemský               | Jarosław       | 1028,66       | 121977         | 118,58                        |
|      | Jasło              | zemský               | Jasło          | 830,87        | 115263         | 138,73                        |
|      | Kolbuszowa         | zemský               | Kolbuszowa     | 773,17        | 62712          | 81,11                         |
|      | Krosno             | zemský               | Krosno         | 989,95        | 112341         | 113,48                        |
|      | Lesko              | zemský               | Lesko          | 834,94        | 26773          | 32,07                         |
|      | Leżajsk            | zemský               | Leżajsk        | 583,71        | 69959          | 119,85                        |
|      | Lubaczów           | zemský               | Lubaczów       | 1308,36       | 56961          | 43,54                         |
|      | Łańcut             | zemský               | Łańcut         | 451,84        | 79974          | 177                           |
|      | Mielec             | zemský               | Mielec         | 880,50        | 136307         | 154,81                        |
|      | Nisko              | zemský               | Nisko          | 785,64        | 67388          | 85,77                         |
|      | Přemyšl            | zemský               | Přemyšl        | 1211,21       | 74227          | 61,28                         |
|      | Převorsk           | zemský               | Převorsk       | 698,02        | 79118          | 113,35                        |
|      | Ropczyce-Sędziszów | zemský               | Ropczyce       | 548,31        | 73589          | 134,21                        |
|      | Řešov              | zemský               | Řešov          | 1153,32       | 166118         | 144,03                        |
|      | Sanok              | zemský               | Sanok          | 1158,55       | 96001          | 82,86                         |
|      | Stalowa Wola       | zemský               | Stalowa Wola   | 831,74        | 108442         | 130,38                        |
|      | Strzyżów           | zemský               | Strzyżów       | 503,47        | 62026          | 123,2                         |
|      | Tarnobřeh          | zemský               | Tarnobřeh      | 521,07        | 53805          | 103,26                        |
|      | Krosno             | město s právy okresu | -              | 43,50         | 47140          | 1083,68                       |
|      | Přemyšl            | město s právy okresu | -              | 46,18         | 63467          | 374,34                        |
|      | Řešov              | město s právy okresu | -              | 116,32        | 183664         | 1578,95                       |
|      | Tarnobřeh          | město s právy okresu | -              | 85,40         | 48049          | 562,63                        |

## Města
V Podkarpatském vojvodství je 52 měst, z toho 4 města mají práva okresů. Údaje jsou podle
| Znak | Název                | Okres                | Počet osob | Povrch (km2) | Hustota zalidnění (osob/km2) | Sídlo okresu    |
| ---- | -------------------- | -------------------- | ---------- | ------------ | ---------------------------- | --------------- |
|      | Baranów Sandomierski | Tarnobřeh            | 1.484      | 9,15         | 162                          |                 |
|      | Błażowa              | Řešov                | 2.181      | 4,23         | 516                          |                 |
|      | Boguchwała           | Řešov                | 5.876      | 9,11         | 645                          |                 |
|      | Brzostek             | Dębica               | 2.725      | 8,82         | 309                          |                 |
|      | Brzozów              | Brzozów              | 7.525      | 11,46        | 657                          | zemský          |
|      | Cieszanów            | Lubaczów             | 1.980      | 15,06        | 131                          |                 |
|      | Dębica               | Dębica               | 46.725     | 33,98        | 1375                         | zemský          |
|      | Dubiecko (2021)      | Přemyšl              | 871        | 2,39         | 364                          |                 |
|      | Dukla                | Krosno               | 2.157      | 5,48         | 394                          |                 |
|      | Dynów                | Řešov                | 6.178      | 24,55        | 252                          |                 |
|      | Głogów Małopolski    | Řešov                | 6.153      | 13,73        | 448                          |                 |
|      | Iwonicz-Zdrój        | Krosno               | 1.851      | 5,89         | 314                          |                 |
|      | Jarosław             | Jarosław             | 38.970     | 34,61        | 1126                         | zemský          |
|      | Jasło                | Jasło                | 36.918     | 36,52        | 1023                         | zemský          |
|      | Jedlicze             | Krosno               | 5.766      | 10,60        | 544                          |                 |
|      | Kańczuga             | Převorsk             | 3.238      | 7,60         | 426                          |                 |
|      | Kolbuszowa           | Kolbuszowa           | 9.294      | 7,94         | 1171                         | zemský          |
|      | Kołaczyce            | Jasło                | 1.453      | 7,15         | 203                          |                 |
|      | Krosno               | město s právy okresu | 46.934     | 43,50        | 1079                         | městský, zemský |
|      | Lesko                | Lesko                | 5.614      | 15,33        | 366                          | zemský          |
|      | Leżajsk              | Leżajsk              | 14.305     | 20,58        | 695                          | zemský          |
|      | Lubaczów             | Lubaczów             | 12.485     | 25,73        | 485                          | zemský          |
|      | Łańcut               | Łańcut               | 18.062     | 19,42        | 930                          | zemský          |
|      | Mielec               | Mielec               | 60.963     | 46,89        | 1300                         | zemský          |
|      | Narol                | Lubaczów             | 2.122      | 12,42        | 171                          |                 |
|      | Nisko                | Nisko                | 15.432     | 60,96        | 253                          | zemský          |
|      | Nowa Dęba            | Tarnobřeh            | 11.437     | 16,70        | 685                          |                 |
|      | Nowa Sarzyna         | Leżajsk              | 6.141      | 9,15         | 671                          |                 |
|      | Oleszyce             | Lubaczów             | 3.039      | 5,08         | 598                          |                 |
|      | Pilzno               | Dębica               | 4.821      | 16,04        | 301                          |                 |
|      | Pruchnik             | Jarosław             | 3.761      | 19,91        | 189                          |                 |
|      | Przecław             | Mielec               | 1.705      | 16,02        | 106                          |                 |
|      | Přemyšl              | město s právy okresu | 63.441     | 46,17        | 1374                         | městský, zemský |
|      | Převorsk             | Převorsk             | 15.737     | 22,13        | 711                          | zemský          |
|      | Radomyśl Wielki      | Mielec               | 3.095      | 8,79         | 352                          |                 |
|      | Radymno              | Jarosław             | 5.490      | 13,62        | 403                          |                 |
|      | Ropczyce             | Ropczyce-Sędziszów   | 15.692     | 47,10        | 333                          | zemský          |
|      | Rudnik nad Sanem     | Nisko                | 6.829      | 36,60        | 187                          |                 |
|      | Rymanów              | Krosno               | 3.691      | 12,39        | 298                          |                 |
|      | Řešov                | město s právy okresu | 185.123    | 116,32       | 1591                         | městský, zemský |
|      | Sanok                | Sanok                | 38.953     | 38,08        | 1032                         | ziemskiego      |
|      | Sędziszów Małopolski | Ropczyce-Sędziszów   | 7.506      | 9,96         | 754                          |                 |
|      | Sieniawa             | Převorsk             | 2.166      | 6,74         | 321                          |                 |
|      | Sokołów Małopolski   | Řešov                | 4.049      | 15,54        | 261                          |                 |
|      | Stalowa Wola         | Stalowa Wola         | 63.434     | 82,52        | 769                          | zemský          |
|      | Strzyżów             | Strzyżów             | 8.965      | 13,89        | 645                          | zemský          |
|      | Tarnobřeh            | město s právy okresu | 48.000     | 85,40        | 562                          | městský, zemský |
|      | Tyczyn               | Řešov                | 3.614      | 9,67         | 374                          |                 |
|      | Ulanów               | Nisko                | 1.470      | 8,20         | 179                          |                 |
|      | Ustrzyki Dolne       | Bieszczady           | 9.436      | 16,79        | 562                          | zemský          |
|      | Zagórz               | Sanok                | 5.087      | 22,30        | 228                          |                 |
|      | Zaklików             | Stalowa Wola         | 3.061      | 11,42        | 268                          |                 |